# Streptanus aemulans
Streptanus aemulans är en insektsart som beskrevs av Carl Ludwig Kirschbaum 1868. Streptanus aemulans ingår i släktet Streptanus och familjen dvärgstritar. Arten är reproducerande i Sverige. Inga underarter finns listade i Catalogue of Life.

## Bildgalleri

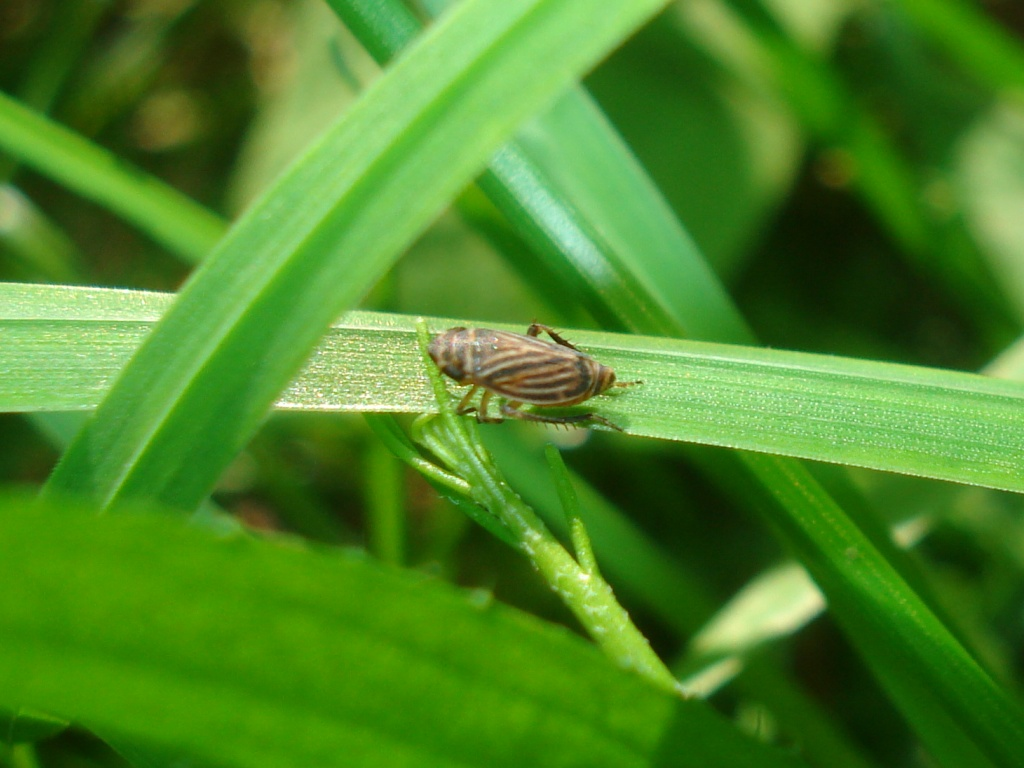